# Bahnhof Marylebone

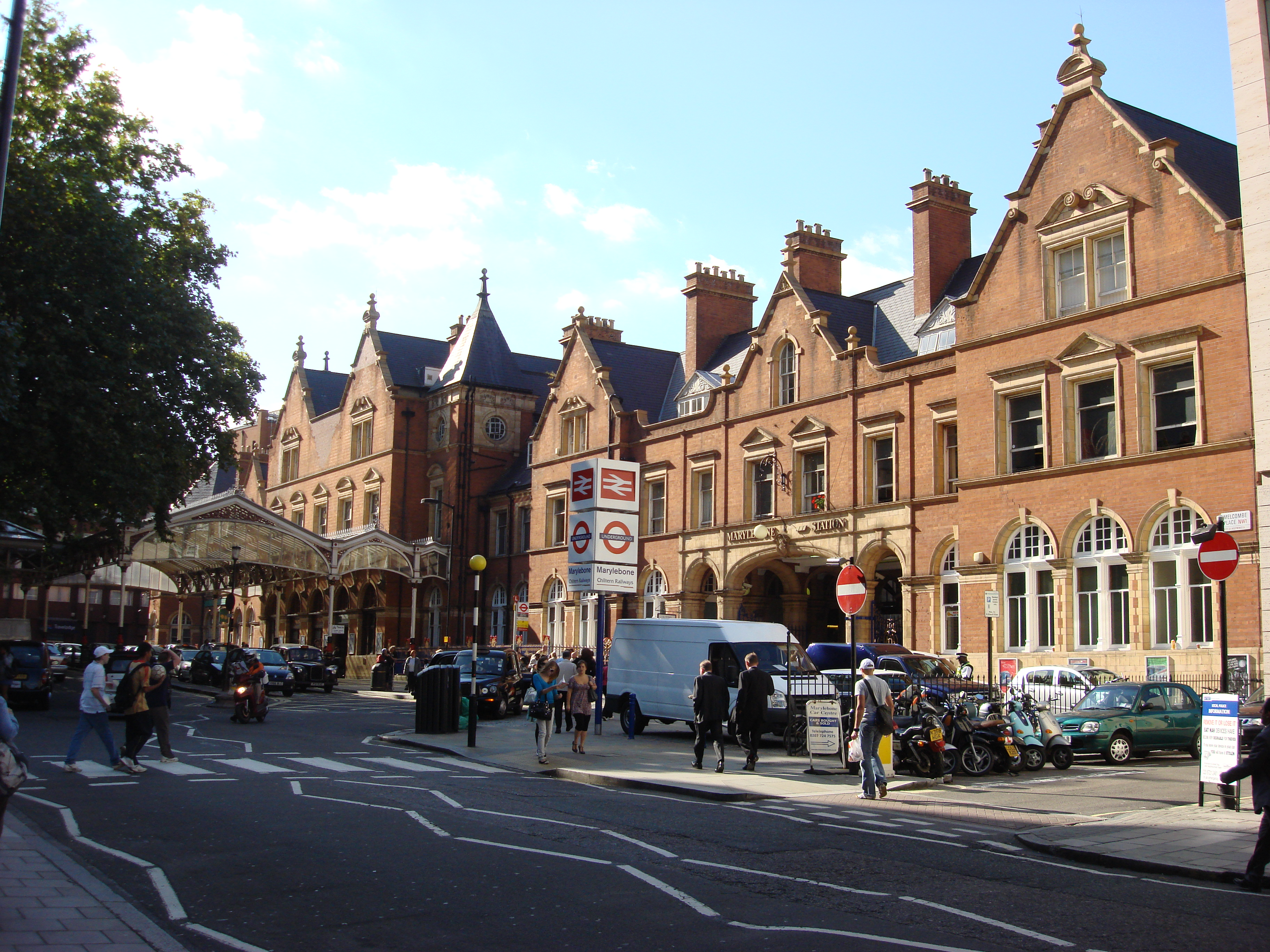
Fassade des Bahnhofs Marylebone

Marylebone ist ein Bahnhof nordwestlich des Londoner Stadtzentrums im Stadtteil Marylebone. Er ist ein Kopfbahnhof und der kleinste Fernbahnhof in London. Die Bahngesellschaft Chiltern Railways betreibt von hier aus Züge in Richtung Birmingham. Unter dem Bahnhof befindet sich eine Station der Bakerloo Line der London Underground. Im Jahr 2014 nutzten 11,758 Millionen Fahrgäste den Bahnhof, weitere 13,30 Millionen die U-Bahn-Station.

## Eisenbahn

### Anlage und Betrieb

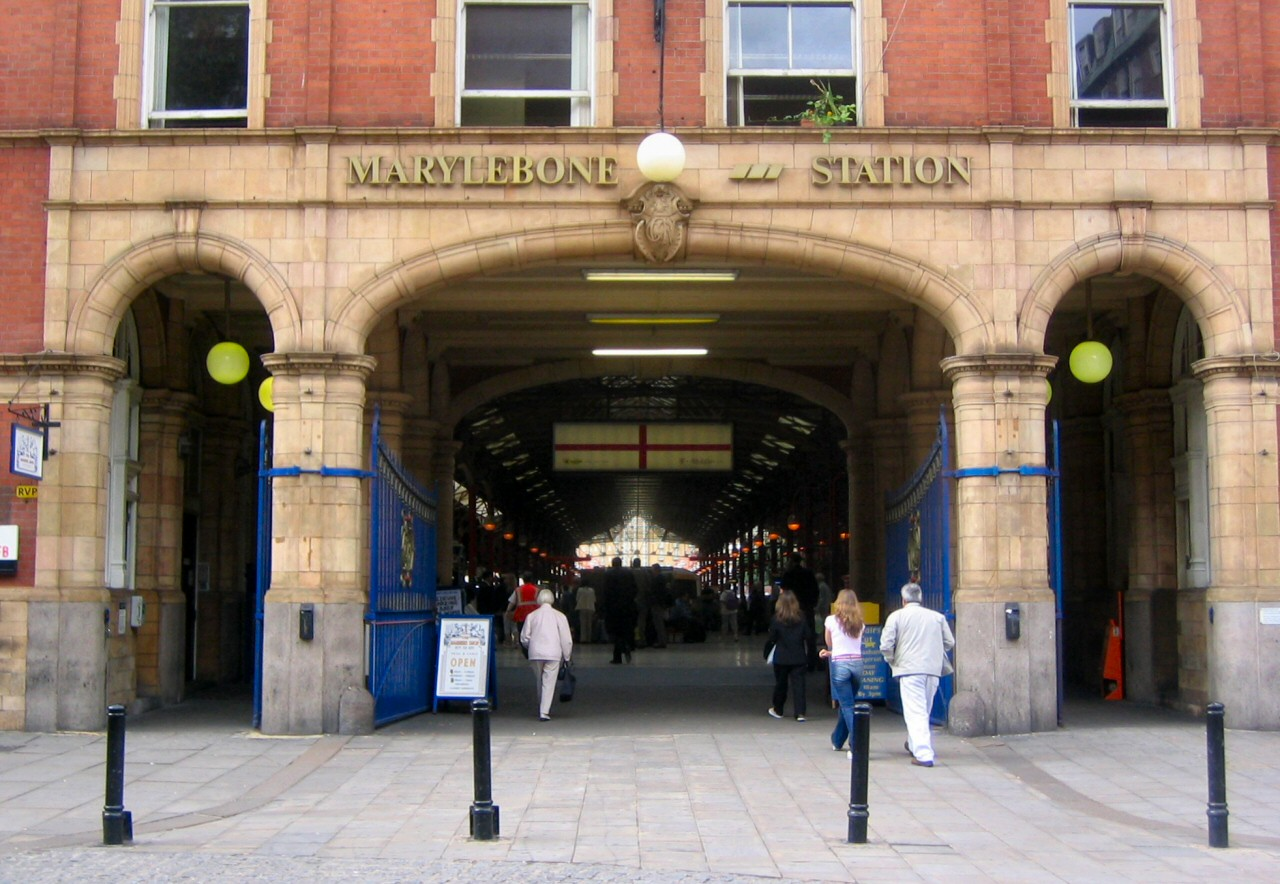
Haupteingang

Der Bahnhof besitzt sechs Bahnsteige: Fünf stammen aus dem Jahr 1899, einer wurde Ende der 1960er Jahre abgerissen und im September 2006 kamen zwei neue hinzu. Marylebone ist der einzige Kopfbahnhof Londons ohne elektrifizierte Zufahrtsstrecke und abgesehen von Blackfriars der einzige, der nicht von der Bahninfrastrukturgesellschaft Network Rail betrieben wird. Diese Aufgabe übernimmt stattdessen Chiltern Railways, die zum Deutsche-Bahn-Konzern gehört, wo sie seit 2011 Arriva zugeordnet ist.
Vororts- und Schnellzüge von Chiltern Railways verkehren über die Chiltern Main Line von London nach Aylesbury, High Wycombe, Bicester, Banbury, Leamington Spa, Stratford-upon-Avon, Birmingham (Snow Hill) und Kidderminster.

### Geschichte
Der Bahnhof wurde am 15. März 1899 eröffnet. Er war Ausgangspunkt der Great Central Main Line, der letzten von der Great Central Railway (GCR) errichteten Haupteisenbahnlinie nach London. Das von Henry William Braddock, dem Ingenieur der GCR, entworfene Bahnhofsgebäude ist in einem barockähnlichen Stil gehalten. Ursprünglich waren zehn Bahnsteige vorgesehen, doch der Bau der Eisenbahnlinie erwies sich als viel teurer als geplant und führte beinahe zum Bankrott des Unternehmens. Aus Kostenspargründen musste der Bahnhof deshalb massiv auf fünf Bahnsteige verkleinert werden, davon vier in der Halle und einer westlich davon im Freien.
Die Great Central Railway verband London mit Aylesbury, Rugby, Leicester, Nottingham, Sheffield und Manchester. Das Verkehrsaufkommen war jedoch nie besonders hoch, da die Bahnstrecke relativ spät erbaut worden war und sich gegen die etablierten Linien (insbesondere die Midland Railway) nicht durchsetzen konnte. Auch verlief die Strecke durch überwiegend ländliches Gebiet. Im Gegensatz zum relativ geringen Personenverkehr war das Güterverkehrsaufkommen jedoch hoch.
1964 wurden im Bahnhof Marylebone mehrere Szenen des Beatles-Films Yeah Yeah Yeah gedreht. Ab 1960 verkehrten keine Züge über Nottingham hinaus. 1966 schloss British Rail als Folge eines umfangreichen Stilllegungsprogramms (Beeching-Axt) fast alle Strecken nördlich von Aylesbury und das Verkehrsaufkommen nahm noch weiter ab. Marylebone diente nur noch als Ausgangspunkt für Vorortszüge nach Aylesbury und High Wycombe, wegen mangelnder Investitionen zerfiel der Bahnhof langsam. In den frühen 1980er Jahren gab es Pläne, den Bahnhof ganz zu schließen, die Züge nach Paddington umzuleiten und Marylebone in einen Überlandbus-Terminal umzubauen. Doch diese Pläne ließ man schließlich fallen.
Der schleichende Zerfall konnte in den späten 1980er Jahren aufgehalten werden, als British Rail beschloss, zahlreiche Züge vom überlasteten Bahnhof Paddington nach Marylebone umzuleiten. Der Bahnhof wurde einer millionenteuren Renovierung unterzogen (finanziert durch den Verkauf des ehemaligen Güterbahnhofgeländes), es wurden zwei neue Bahnsteige gebaut und die Vorortzüge erhielten modernes Wagenmaterial. Die zwei neuen Bahnsteige wurden allerdings einige Jahre später geschlossen, um Platz für eine Wohnüberbauung zu schaffen.
Nach der Privatisierung von British Rail übernahm die neue Gesellschaft Chiltern Railways im Jahr 1996 den Betrieb des Bahnhofs und führte unter anderem eine neue Schnellzugverbindung nach Birmingham ein, die sich als voller Erfolg erwies. Die Schließung der Abstellanlagen beim Bahnhof Marylebone und die Eröffnung eines neuen Depots in Wembley schafften 2006 den benötigten Platz, um erneut zwei Bahnsteige errichten zu können. Im selben Jahr gründete sich eine neue Gesellschaft namens Wrexham & Shropshire, die Anfang 2008 den Zugbetrieb in Richtung Wales aufnahm und ihren Betrieb im Januar 2011 einstellte.

## U-Bahn

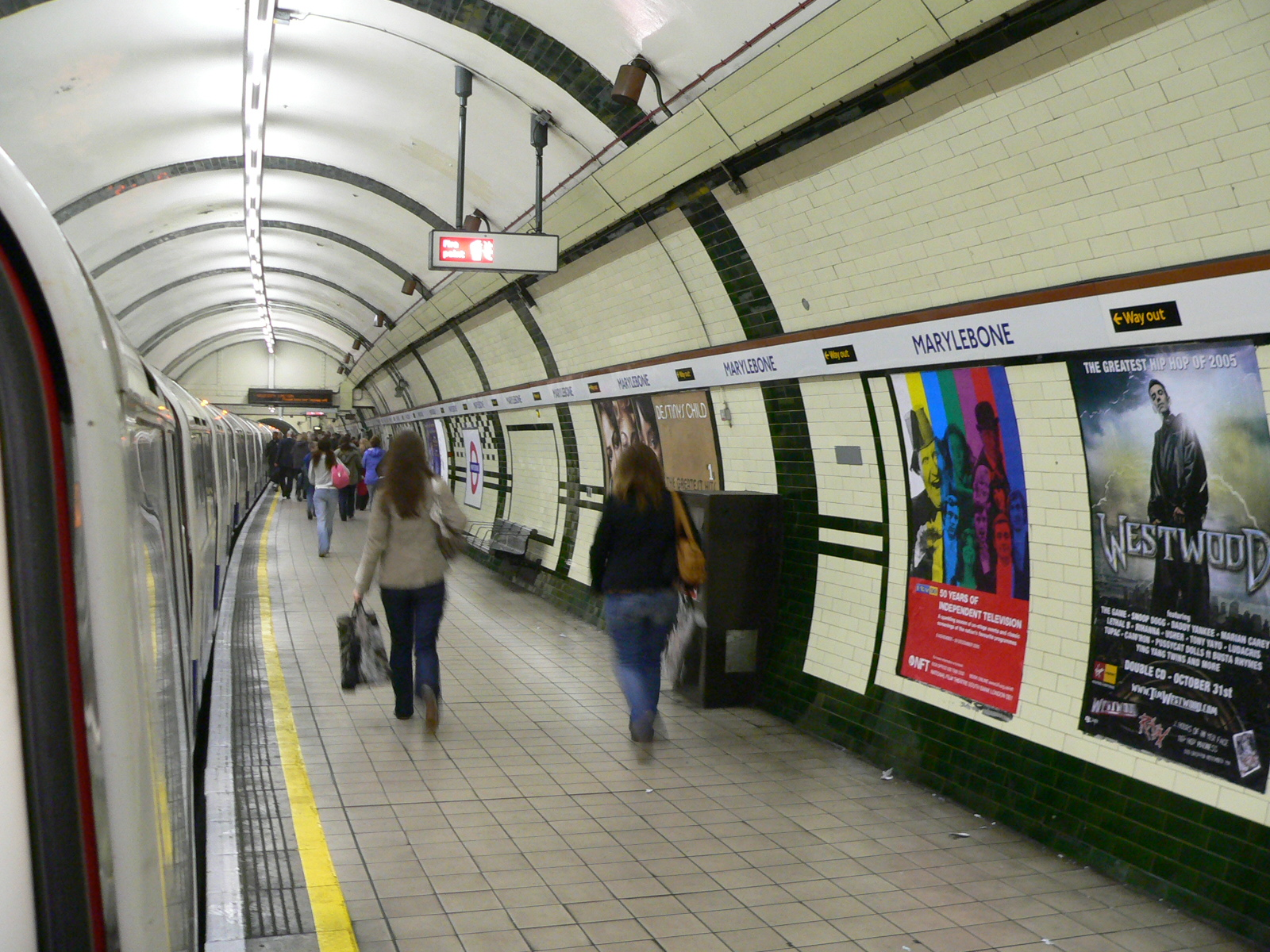
Bahnsteig der Bakerloo Line

Die unter dem Bahnhof gelegene U-Bahn-Station wird von Zügen der Bakerloo Line bedient. Der Zugang erfolgt über Rolltreppen von der Haupthalle aus, wo sich auch die Schalter von London Underground befinden. Eröffnet wurde die Station am 27. März 1907. Zu Beginn hieß sie Great Central; die Umbenennung in Marylebone erfolgte am 15. April 1917. Der heutige Zugang besteht seit 1943. Zuvor besaß die U-Bahn ein eigenes, von Leslie Green entworfenes Gebäude mit Aufzügen an der Kreuzung von Harewood Avenue and Harewood Row. Das Gebäude wurde 1971 abgerissen, an dessen Standort steht heute ein Hotel.